# Cassa Traoré
Cassa Traoré (em francês: Kassa) foi um nobre senufô do Reino de Quenedugu. Era filho do fama Tiemonconco Traoré (r. 1840–1845) e irmão de Daúda (r. 1860–1862). Em 1862, quando Molocunanfá fez a revolução palaciana para derrubar Daúda, Cassa não apoiou o irmão. Em 1872-1873, participou na expedição liderada por Tiebá (r. 1866–1893) contra Folona, o país de Nielé. Na expedição é descrito como chefe de sofás.